# Brewer (Maine)
Brewer város az USA Maine államában, Penobscot megyében. Lakosainak száma 9672 fő (2020. április 1.).

## Népesség
A település népességének változása:

| 2010 | 9 482 |
| 2020 | 9 672 |